# Michaela Specht
Michaela Sigrid Specht (* 15. Februar 1997 in Eschenbach in der Oberpfalz) ist eine deutsche Fußballspielerin.

## Karriere

### Vereine
Specht begann 2001 in ihrem Heimatverein SV TuS/DJK Grafenwöhr mit dem Fußballspielen und wurde ab 2010 zusätzlich im Nachwuchsleistungszentrum der SpVgg SV Weiden gefördert, ehe sie als 16-Jährige im Sommer 2013 zum FC Bayern München wechselte. Für die zweite Mannschaft Münchens debütierte sie im September 2013 in der 2. Bundesliga Süd, kam daneben aber auch noch zu einigen Einsätzen für die B-Juniorinnen in der Bundesliga Süd und gewann mit diesen 2014 nach einem 1:0-Finalerfolg gegen den 1. FFC Turbine Potsdam die deutsche Meisterschaft. Nachdem sie in der Saison 2014/15 18 von 22 möglichen Partien in der 2. Bundesliga Süd bestritten hatte, wechselte sie im Sommer 2015 gemeinsam mit ihrer Teamkollegin Isabella Hartig zum TSG 1899 Hoffenheim in die Bundesliga, wo sie einen Zweijahresvertrag unterschrieb. Am 30. August 2015 (1. Spieltag) debütierte sie beim 0:0 gegen den SC Freiburg über 90 Minuten in der Bundesliga.
Zur Saison 2022/23 wurde sie vom spanischen Erstligisten Real Sociedad San Sebastián verpflichtet und mit einem bis 2024 laufenden Vertrag ausgestattet. Nach einem halben Jahr in Spanien kehrte sie zu Beginn des Jahres 2023 zur TSG 1899 Hoffenheim zurück.
Zur Saison 2024/25 wechselte sie gemeinsam mit Kim Fellhauer zu Eintracht Frankfurt II. Für die Zweitvertretung ist sie als Spielertrainerin tätig, während Fellhauer als Assistenztrainerin tätig ist.

### Nationalmannschaft
Nach Einsätzen für die Bayernauswahl gab Specht am 18. April 2012 beim 3:0-Sieg im Testspiel gegen die Auswahl der Niederlande ihr Debüt für die U15-Nationalmannschaft. Am 13. September 2012 gelang ihr beim 6:1-Sieg der U16-Nationalmannschaft gegen das norwegische Team mit dem Tor zum zwischenzeitlichen 1:0 ihr erster Treffer im Nationaltrikot. Im Sommer 2013 gewann sie mit der U16-Nationalmannschaft das Turnier um den Nordic Cup auf Island und gehörte im selben Jahr zum 21-köpfigen Kader, das in England die U17-Europameisterschaft gewann. Drei Monate später nahm sie an der U17-Weltmeisterschaft in Costa Rica teil, in der sie in der Vorrunde gegen die Auswahlen Kanadas und Ghanas zu zwei Einsätzen kam. Am 22. Oktober 2014 gab sie ihr Debüt für die U19-Nationalmannschaft, die in Västerås mit 1:2 gegen die Auswahlmannschaft Schwedens verlor. Ihr Debüt in der U20-Nationalmannschaft gab sie am 4. März 2016 beim 3:0-Sieg gegen die Auswahlmannschaft Norwegens im Rahmen des U23-Turniers in La Manga.

## Erfolge
- U17-Europameister 2014
- Nordic-Cup-Sieger 2013
- Deutscher B-Juniorinnen-Meister 2014 (mit dem FC Bayern München)